# Catedral de Sant Donacià
La Catedral de sant Donacià (neerlandès: Sint-Donaaskathedraal) era la catedral Catòlica a Bruges, Flandes. Situat en el Burg, una de les places principals de la ciutat, era l'església més gran de Bruges. La catedral va ser destruïda el 1799 arran de la dissolució de la Diòcesi de Bruges després de la Revolució Francesa.

## Història
L'església de sant Donacià (neerlandès: 'Sint-Donaaskerk') havia estat construïda per Balduí I Braç de Ferro, comte de Flandes, l'any 842, per a posar-hi les relíquies de Sant Donacià.
Al seu emplaçament hi havia una petita església fundada el 637 sota l'advocació de la Mare de Crist i, vulgarment coneguda, com ter Burg, on Willibrord d'Utrecht, quan va arribar el 693 en aquesta ciutat per visitar el monestir de Canonges Regulars d'Eeckhout, va celebrar missa i va difondre als fidels la Paraula de Déu. Després d'un segle i mig d'existència, aquesta capella va ser reconeguda com a insuficient per al propòsit de l'adoració i va ser ampliada i restaurada per Liederyck de Harelbeke, considerat erròniament per alguns autors com el primer fundador de l'església.
Posteriorment, amb la intenció de millorar el baix interès del poble, els bisbes es plantegen fer una reconstrucció del monument, motiu pel qual contacten amb Balduí I Braç de Ferro, governador de les fronteres de Flandes pel rei de França, qui va rebre el 842 d'Ebbó, arquebisbe de Reims les relíquies de sant Donacià i les va guardar temporalment a l'oratori de Torhout. El 895, un cop els seus problemes per la seva unió clandestina amb Judith varen quedar resolts amb la seva elevació a la dignitat de comte hereditari de Flandes, Balduí va completar la reconstrucció de l'església de Notre Dame ter Burg i la consagrà sota l'advocació de la Mare de Déu i sant Donacià. Va portar amb gran solemnitat les relíquies del sant, i Adalhard, cronista i abat de l'abadia de sant Bertí, va establir la seva capella privada, fins llavors ubicada a saint-Omer.
La construcció, però, es va fer en males condicions d'estabilitat, per la qual cosa, tot i les grans restauracions que es van fer el 940, a costa d'Arnold I el Vell, comte de Flandes, la part oriental amenaçava ruïna en la segona meitat del segle xi. Va ser durant el regnat de Robert I el Frisó, quan l'església va ser reconstruïda parcialment, es va elevar el cor i l'amplada entre columnes, tal com va arribar abans de la Revolució Francesa.
L'any 1127 va ser lamentable per a la col·legiata de sant Donacià. El 7 de març va ser testimoni de l'assassinat de Carles el Bo. Els trastorns que es desencadenaren a continuació, varen donar origen al setge del Bourg de Bruges. Gairebé dos segles després, el 1316, la torre va caure sobtadament sobre l'església i va danyar la resta de l'edifici. El capítol hauria volgut fer una restauració general, però la manca de fons van obligar a acontentar-se amb unes reparacions.
L'església era d'estil romànic. Hi havia un edifici principal octagonal, amb una torre i un setze capelles en deambulatori. L'edifici ubicat a la plaça Burg, davant del Stadhuis (ajuntament). L'església va esdevenir catedral en crear-se el bisbat de Bruges el 1562. Sant Donacià va estar destruït el 1799 ocupat per forces de la Primera República Francesa. La ubicació original de sant Donacià actualment l'ocupa el Crowne PlazaBrugge Hotel; els fonaments de la catedral es varen descobrir el 1955 i són visibles al soterrani de l'hotel.

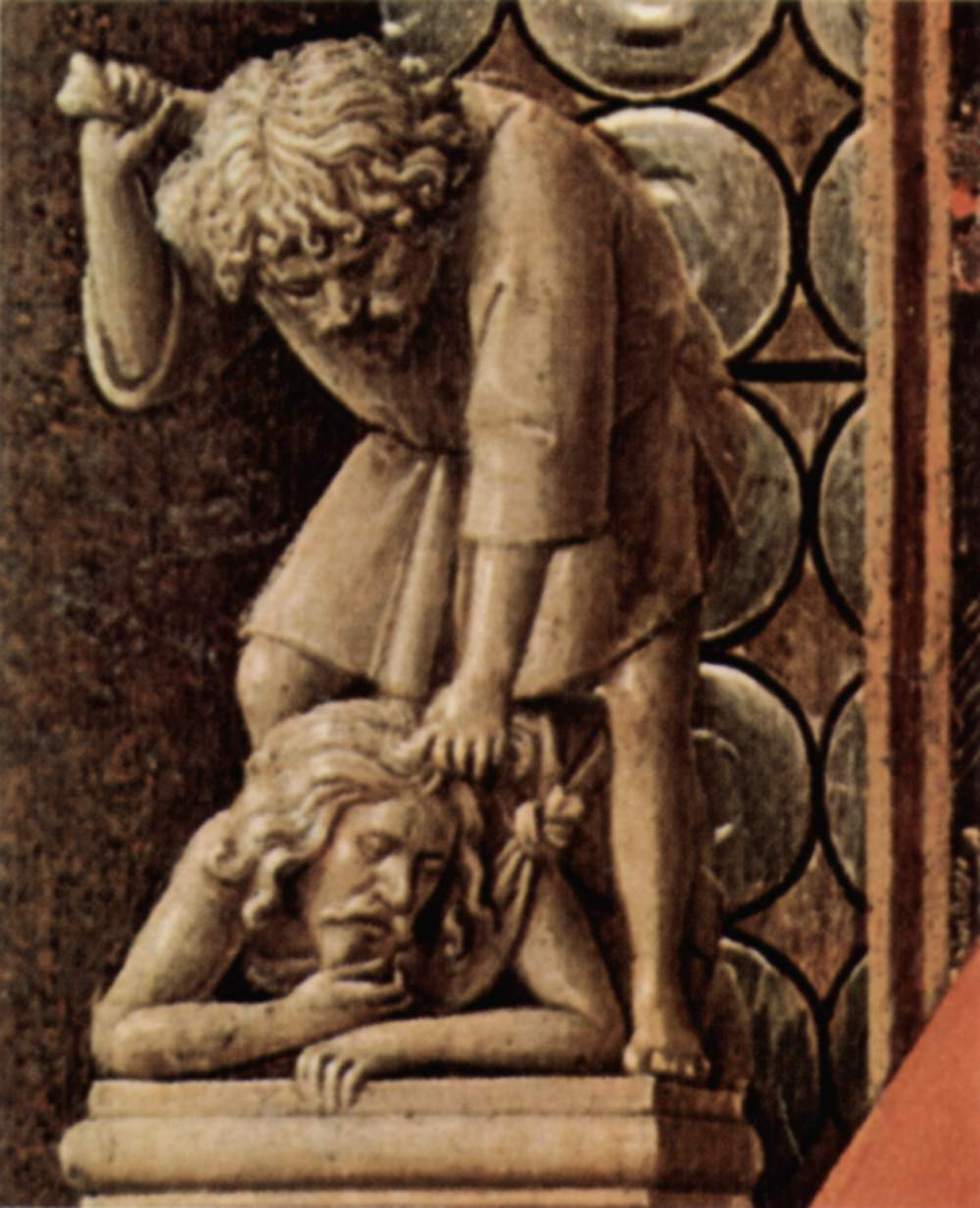
Detall arquitectònic de Jan van Eyck a La Mare de Déu del canonge Van der Paele

- 2 de març de 1127,[6]Carles I de Flandes va ser assassinat a sant Donacià.[2][5]
- La pintura de Jan van Eyck La Mare de Déu del canonge Van der Paele (1436), que descriu sant Donacià,[7][8] va ser encarregada pel canonge Van der Paele com a retaule per a l'església.[8][note 2] El mateix Van Eyck estava enterrat a aquesta església el 1441.[5]